# Camp de concentration d'Amersfoort
Le camp de concentration d'Amersfoort (en néerlandais : Kamp Amersfoort, en allemand : Polizeiliches Durchgangslager Amersfoort (camp de transit policier d’Amersfoort) est un des camps de concentration qui a existé aux Pays-Bas pendant la Seconde Guerre mondiale. 
Le camp est situé dans la commune de Leusden sous la ville d'Amersfoort.

## Histoire du camp
L'endroit est fortifié en 1939 par l'armée néerlandaise pour faire partie de la Grebbelinie (nl) de la ligne d'eau hollandaise. À partir de 1941, il est utilisé par l'Allemagne nazie comme Polizeiliches Durchgangslager Amersfoort (camp de transit policier à Amersfoort). Il est alors pensé comme un camp de transit pour des prisonniers avant leur déportation vers l'Allemagne.
Les premiers prisonniers arrivent le 18 août 1941, il s'agit d'un peu moins de deux cent communistes arrivés par train de Kamp Schoorl.
Au cours de son activité, de 1941 à 1945,  environ 37 000 prisonniers y ont été détenus. L'identité de 31 000 d'entre eux a pu être établie. En 2020, des chercheurs estiment que le nombre de prisonniers à Amersfoort était plus proche de 45 000.
La population carcérale vient de tout le pays: des Juifs, des Témoins de Jéhovah, des prisonniers de guerre de l'Union soviétique, des membres de la résistance, du clergé, des trafiquants du marché noir, des passeurs clandestins.
La majorité des prisonniers transitent par ce camp avant d'être envoyés à l'est dans des camps de concentration tels que Buchenwald et Natzweiler. Au total, 20 200 prisonniers D'Amersfoort ont été déportés en Allemagne.
Les prisonniers étaient essentiellement des hommes de 17 à 90 ans, avec quelques centaines de femmes et environ deux cent enfants en cumulé.
Plusieurs centaines de prisonniers y sont morts, certains exécutés sur place et certains succombant aux mauvais traitements qui leur sont infligés. Il est difficile d'évaluer leur nombre exact, mais il s'élève probablement à plus de 800.
À la Libération, un responsable du camp, Joseph Kotälla (de), fut condamné à mort et sa peine sera commuée en réclusion criminelle à perpétuité.
Le premier commandant Walter Heinrich a disparu après la fin de la guerre et le deuxième commandant Karl Peter Berg est fusillé par un peloton d'exécution en 1949.
Karl Peter Berg, qui n'avait pas montré de comportement particulièrement cruel à Schoorl, est réputé à Amersfoort pour les mauvais traitements qu'il faisait subir à ses prisonniers : il battait les prisonniers, leur donnait des coups de pied avec ses bottes, et diminuait les rations de ceux souffrant de Kwashiorkor (œdèmes liés à la malnutrition), au point qu'en Allemagne le camp d'Amersfoort était surnommé Hungerlager, soit « camp de la faim ». Il est responsable de l'exécution de 77 Soviétiques et environ 200 autres prisonniers.
Quelques semaines avant la libération du camp, il n'y a plus que 500 prisonniers. Le 19 avril 1945, sa gestion est transférée à l'infirmière de la Croix-Rouge Loes van Overeem (nl) qui améliore leurs conditions et est surnommée « l'ange blanc ». Le camp est libéré le 7 mai par une colonne britannique ou canadienne, puis sert à interner des collaborateurs dans l'immédiat après-guerre,.
Depuis les années 1980, le camp est reconverti en musée.

### Exécutions de masse
En 1942, 101 prisonniers de guerre soviétiques originaires d'Asie centrale sont exécutés après des mois de malnutrition et de mauvais traitement.
Le 8 mars 1945, 49 prisonniers sont exécutés en représailles à une tentative d'assassinat de Hanns Albin Rauter par la résistance.

### Prisonniers soviétiques
Plusieurs prisonniers de guerre soviétiques sont détenus à Amersfoort, la plupart Ouzbeks. Le premier convoi de 101 prisonniers arrive en septembre 1941 après quatorze jours de train. La population d'Amersfoort est convoquée afin de voir ce que la propagande nazie appelle des « Untermenschen ». Cependant, les habitants prennent les jeunes hommes en pitié et leur apportent du pain et de l'eau. Les soviétiques sont alors enfermés dans le camp. Ils subissent un sort particulièrement dur. Vingt-trois d'entre eux sont morts dans le camp. Après la guerre, la plupart sont inhumés au cimetière de Rusthof à Leusden.

## Galerie

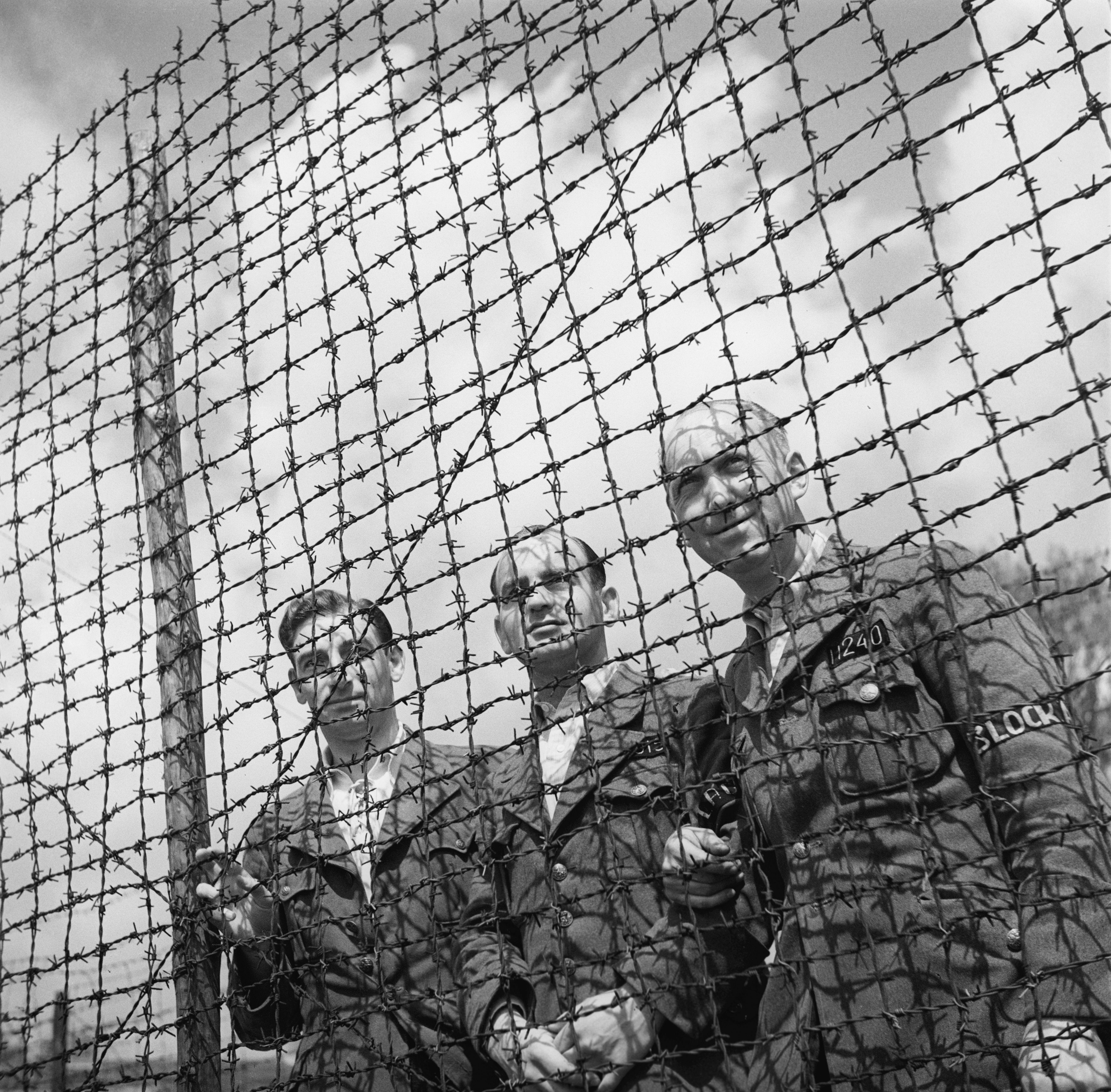
Libération du camp de concentration d'Amersfoort. Trois officiers néerlandais derrière les barbelés.
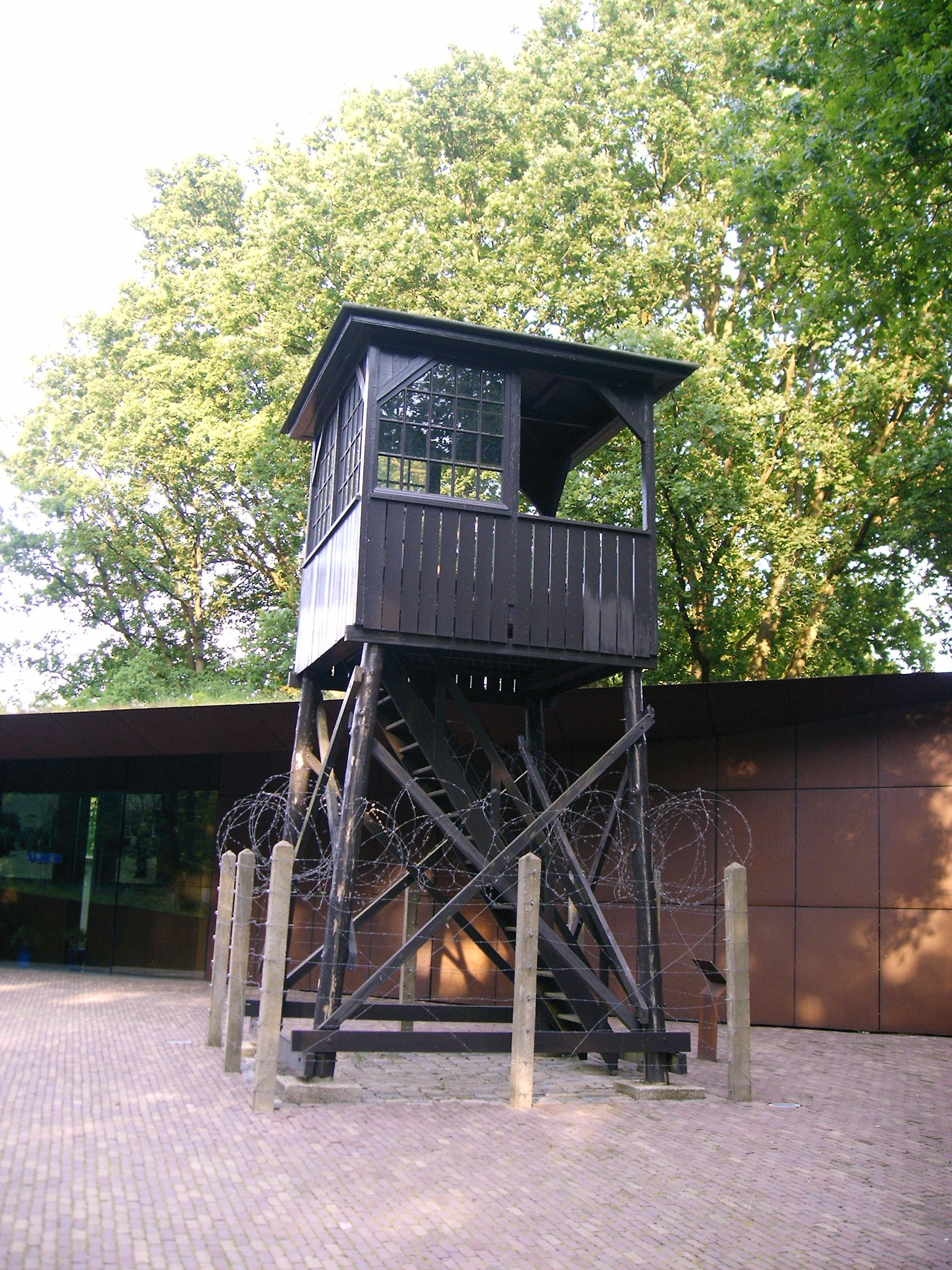
Mirador du camp.
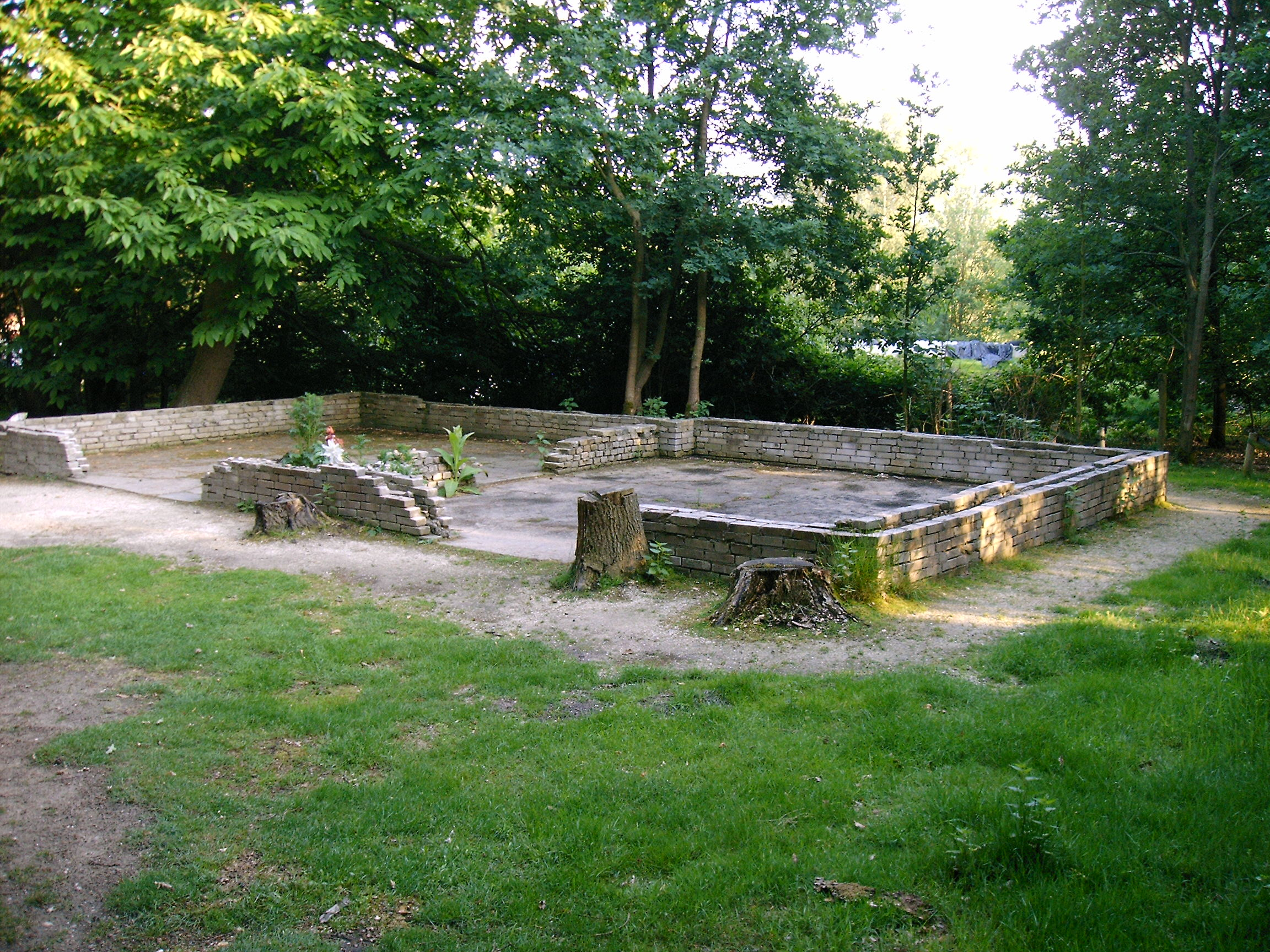
Les ruines de la morgue du camp.
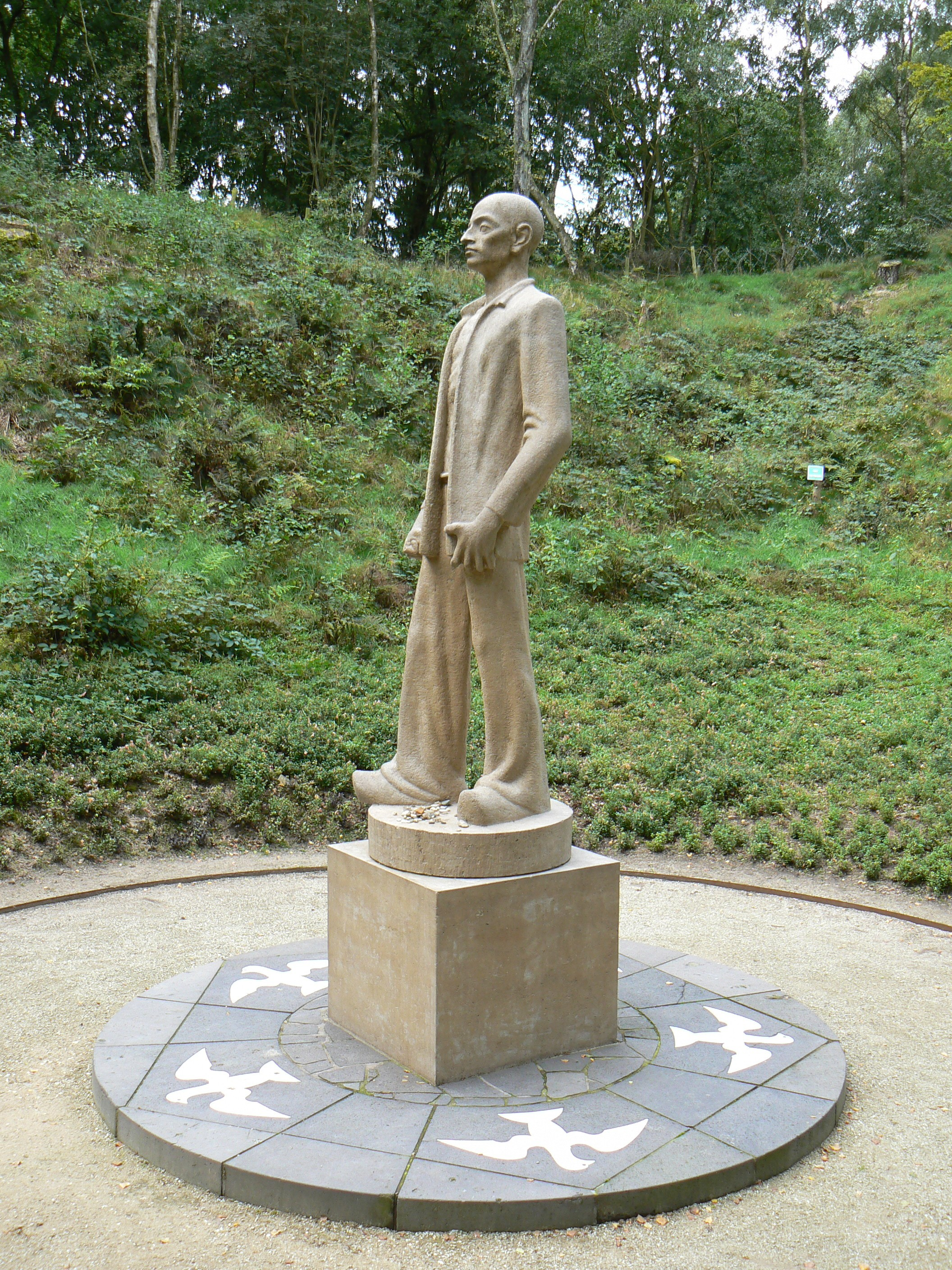
"L'homme de pierre" (1953 ), Sculpture commémorant les prisonniers du camp.
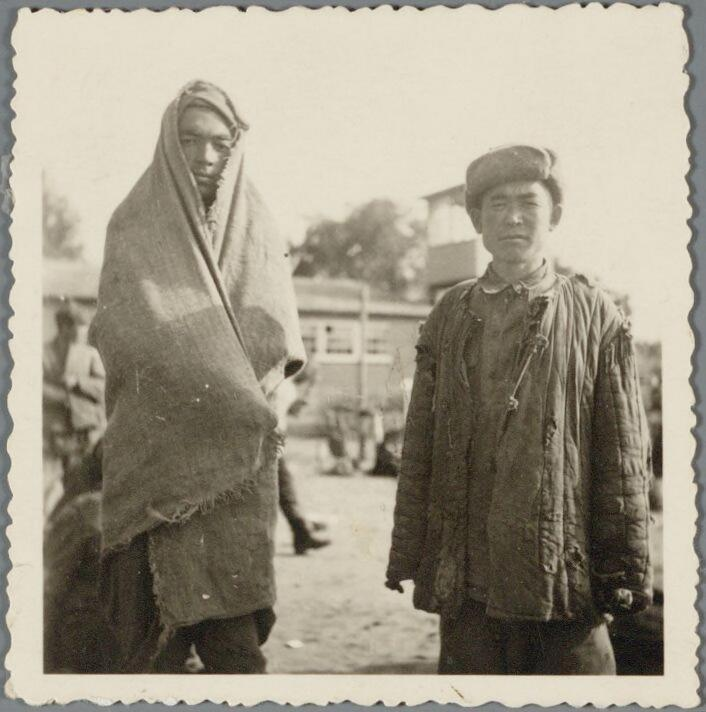
Prisonniers de guerre soviétiques en 1941.
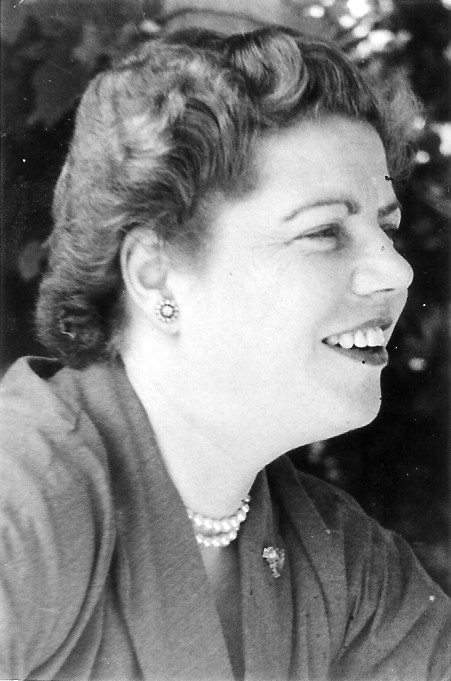
Loes van Overeem.